# 利托夫卡河
利托夫卡河（俄语：Река Литовка），前称乌吉密河（满语：Ujimi Bira），是滨海边疆区游击队区的河流，源起利瓦季亚山脉东南坡，长30公里，流域面积446平方公里，注入利托夫卡湾，落差比8.14米每公里。1972年更为现名。